# Andrej Panadić
Andrej Panadić (* 9. März 1969 in Zagreb, SFR Jugoslawien, heute Kroatien) ist ein ehemaliger kroatischer Fußballspieler und heutiger -trainer.

## Sportlicher Werdegang
Andrej Panadić verbrachte die Anfangsjahre seiner Laufbahn bei Dinamo Zagreb. Erste Station im Ausland war für den Defensivspieler im Jahr 1994 der Chemnitzer FC, bei dem er sich sofort als Führungsspieler etablieren konnte. Nach dem Abstieg der Sachsen aus der 2. Bundesliga, wechselte Panadić 1996 zum Ligakonkurrenten KFC Uerdingen 05.
Nach nur einem Jahr an der Grotenburg, heuerte Panadić im Jahr 1997 beim Bundesligisten Hamburger SV an. In Hamburg verbrachte der Kroate seine erfolgreichste Zeit, größter Erfolg war das Erreichen des dritten Platzes im Jahr 2000. 2002 verließ Panadić den HSV in Richtung Sturm Graz, dem er allerdings nach kurzer Zeit ebenfalls wieder den Rücken kehrte. Letzte Station seiner Laufbahn war der japanische Club Nagoya Grampus Eight, bei dem er 2003 seine Karriere ausklingen ließ.
Panadić gehörte zum Aufgebot der jugoslawischen Nationalmannschaft bei der Fußball-Weltmeisterschaft 1990 in Italien.
Im Sommer 2008 wurde er Trainer des österreichischen Fußball-Erstligisten LASK Linz, wo er am 27. Oktober 2008 wieder entlassen wurde.
Nach einer Zwischenstation als Co-Trainer bei  Al-Wahda in Abu Dhabi, ist Panadić seit Januar 2016 als Cheftrainer für den kroatischen Erstligisten NK Istra Pula verantwortlich.

## Persönliches
Sein Sohn Mateo (* 1994) ist ebenfalls Fußballspieler.

## Statistik
- Bundesliga: 101 Spiele (5 Tore)
- 2. Bundesliga: 110 Spiele (9 Tore)